# Хадид, Иоланда
Иола́нда Хади́д (англ. Yolanda Hadid), в девичестве — ван ден Херик (нидерл. van den Herik); 11 января 1964 года, Папендрехт, Нидерланды) — голландско-американская участница телевизионных шоу, бывшая фотомодель и дизайнер интерьеров.

## Биография
Есть брат Лео. Когда ей было семь лет, её отец погиб в автокатастрофе.
На протяжении 15 лет работала моделью в Париже, Милане, Сиднее, Кейптауне, Токио, Нью-Йорке, Лос-Анджелесе и Гамбурге.
После свадьбы с Мохамедом Хадидом в 1994 году переехала в Лос-Анджелес.
В 2000 году они развелись, у них остались трое совместных детей: Джиджи (р. 1995), Белла (р. 1996) и Анвар (р. 1999). При рождении последнего ребёнка Иоланда сломала спину, и ей понадобился длительный период для восстановления.
В 2007 году она вышла замуж за музыканта и продюсера Дэвида Фостера. В 2017 году они развелись и она вновь взяла себе фамилию Хадид, под которой оставались её дети.
В 2012 году у Хадид была диагностирована болезнь Лайма, протекавшая у неё в тяжёлой форме. В декабре 2012 года она сообщила, что в её руку имплантирован порт, который помогает в лечении болезни. В апреле 2013 года порт был удалён. В январе 2015 года она призналась, что вследствие болезни она «потеряла способность читать, писать или даже смотреть телевизор». В 2017 году вышла книга её воспоминаний «Believe Me: My Battle with the Invisible Disability of Lyme Disease». В октябре 2019 года Хадид сообщила, что в настоящее время болезнь находится в ремиссии.